# 工资

英國99-16最低工資增長表

工资（英語：pay、salary、wage），又名薪水，根據雇用合約，雇主週期性給付給勞工的報酬，是僱員勞動的代價，通常是以現金形式給付，屬於員工薪酬的主要部份。廣義上的工資，還包括各種以現金發放的薪酬，例如津貼。

## 不同语言的用法

### 中文词源、用法
中文中的薪水可省称为薪，“薪”解释为柴，代指火。《宋史·真宗纪三》中即有“薪水钱”一名。至清代，“薪”、“薪水”成为官吏俸祿之外津贴的代称。中华人民共和国建立初期，公务员实行供给制，其中，少量的津贴沿用旧例称薪水，后实行工资制:144—145。
在当代中国，工资和薪水的用法已合二为一。依靠工资生活的民众被称工薪阶层:145。在經濟學上一般使用「工資」一詞。

### 英语用法
英语中的報酬（英語：wage）是指以劳动时间为基础来计算的所得，僱傭人支付報酬以換取員工依據合約或其他協議所提供的服務；通常是以金錢作為報酬，並且依據計時、計天或計件工作來支付。
工资或薪水（英語：salary）是指僱主按照固定時間給員工的报酬，換取員工持續的工作或服務，以相对比较长一点的时间段为基础来计算（一般按月来支付），不以劳动时间为基础来计算。

## 按時間支付
可分年薪、月薪、週薪、日薪、按件計酬。西方社會以年薪作為評斷標準。年薪等於月薪乘以月份加上年終獎金等，或者日薪以工作日數，再加年終獎金等。

## 各地情況

### 香港
在香港，工資是指根據僱傭合約所做或將要做的工作而能以金錢形式表示的所有報酬，包括佣金、勤工獎、交通津貼。工資須在工資期屆滿後七天內支付，否則即屬欠薪，可被刑事檢控。同時，僱主須就欠薪支付工資的利息。
2016年工聯會指出勞資審裁處於1999年至2014年有合共57369宗有關欠薪的個案，然而由1999年直至2015年6月，只有13人因欠薪被罰處入獄，可見欠薪問題相當普遍，而刑責卻未見有阻嚇作用。2016年的亞洲電視欠薪事件中，亞視的執行董事葉家寶亦在被票控102張欠薪傳票下，獲判罰15萬港元，屬香港近年一大欠薪事件。

### 中国大陆
在支付工资的那一天，称为“发薪日”，按照每个公司跟雇员所签定的合同不一样。受法律保障，过期15日不支薪称为“欠薪”，雇员可以依《劳动法》等相关法律追讨雇主。
工资可以分为底薪、佣金及额外津贴等：
- 底薪：是每月每期固定的金额。
- 佣金：是售货员、推销员、地产经纪、旅行社导游等，按其个别员工的营业额，多劳多得的。
- 津贴：包括交通津贴、房租津贴、电话补贴、午餐补贴等。

### 臺灣

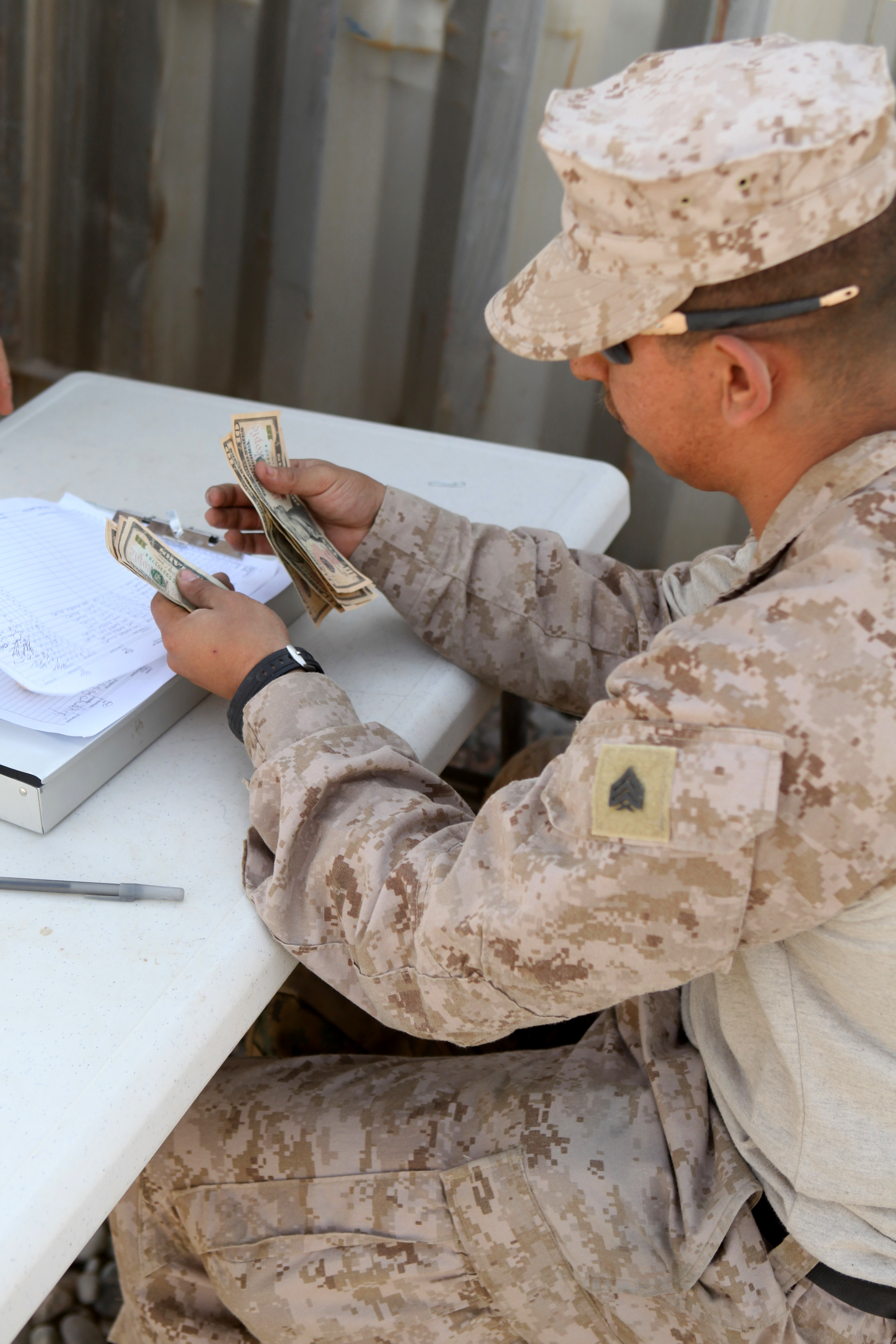
軍餉

在支付工資的那一天，稱為「發薪日」，有法例保障，過期不支薪稱為「欠薪」，僱員可以依《勞動基準法》等相關法律追討僱主。
工資可以分為底薪、業務／績效獎金及額外津貼等:
- 底薪：是每月每期最低的薪水保障額度。
- 時薪：是每小時的工作薪資，通常是打工族群的給薪方式，像是工讀生，家庭教師（時薪收入最高的家庭教師，可達每小時五千以上的水準），二度就業婦女...等等。
- 業務／績效獎金：是售貨員、推銷員、地產經紀、旅行社導遊等，按其個別員工的營業額，多勞多得的。
- 津貼：包括交通津貼、住房津貼、教育津貼等。

2017年5月中華民國行政院主計總處今公布人力運用調查898萬5千名受僱勞工平均月薪為3萬7703元；月薪不到2萬元者有39.5萬人、月薪低於3萬元者265.6萬人，佔全體受僱勞工29.56%；合計未滿3萬元總人數305.1萬人、佔全體33.96%
；3萬到5萬者590.4萬人；月薪5萬元以上則有163萬2千人。
| 2017年台灣月薪 | 勞工人數  | 人數比率 |
| -------------- | --------- | -------- |
| 2萬元以下      | 39.5萬人  | 4.4%     |
| 2萬元~3萬元    | 265.6萬人 | 29.56%   |
| 3萬元~5萬元    | 590.4萬人 | 68.53%   |
| 5萬元以上      | 163.2萬人 | 18.94%   |
| 勞工總數       | 898.5萬人 | 100%     |

## 相關条目
- 職業
- 收入
- 最低工资
- 基本收入
- 薪俸稅
- 个人所得税
- 購買力平價